# 일붕사

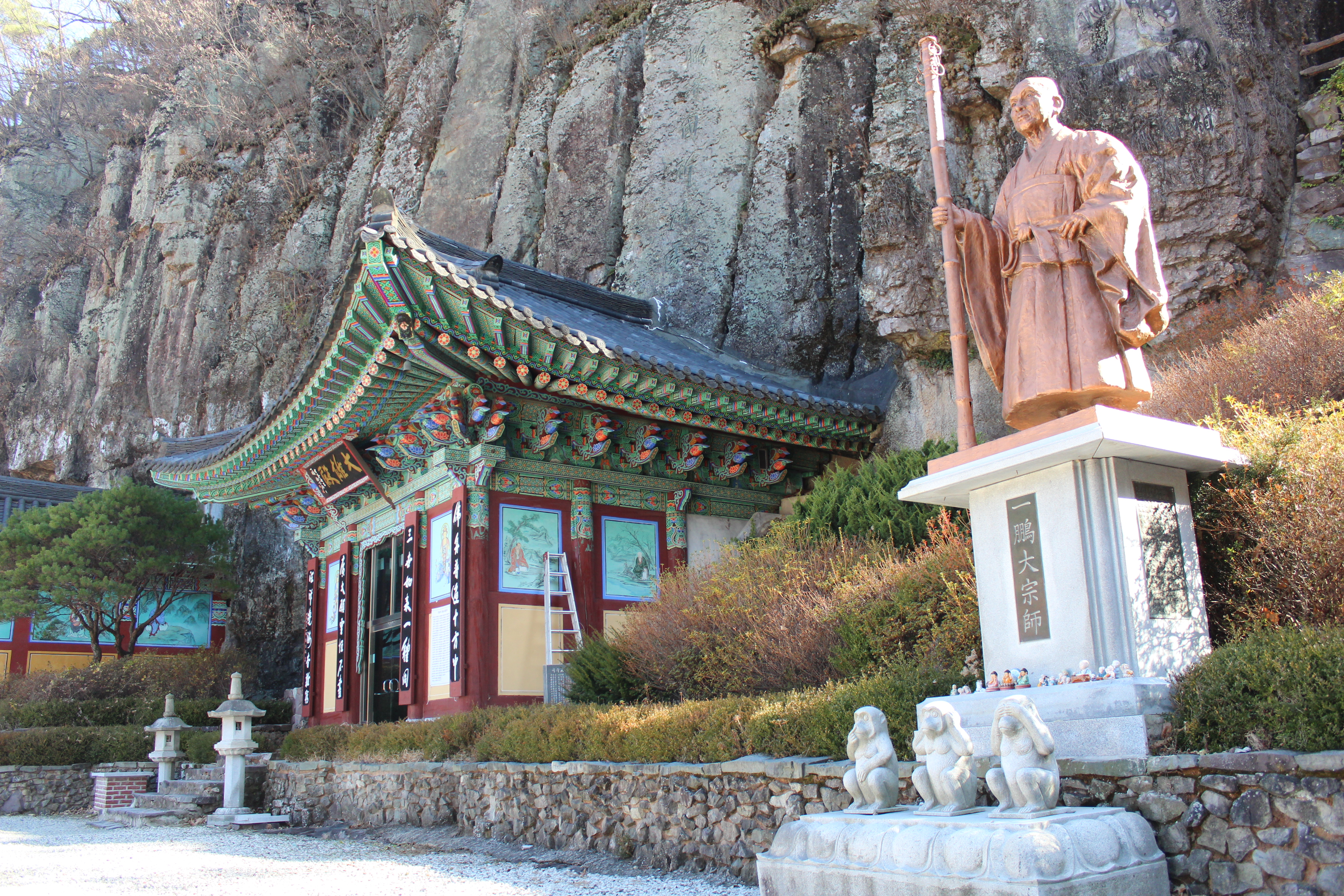
일붕사 전경

일붕사는 경상남도 의령군 궁류면 평촌리 산 62에 있는 절이다. 천혜의 자연요건을 갖춘 봉황대에 위치한 일붕사는 영국 기네스북 세계 최대의 석굴법당으로 등재되어 있다.

## 역사
727년에 신라의 혜초스님이 창건한 성덕암이 전신이다.

## 개요
대한 불교 일붕 법왕종 총 본산인 일붕사에는 세계 최대의 석굴법당과 바위틈에 자리잡은 나반존자, 병풍바위 밑의 약사여래불, 삼천불의 지장보살이 모셔져 있는 지장전이 있으며, 83과의 일붕존자 진신자리가 모셔져 있다. 또한 서경보 스님의 유품이 마련된 기념관도 있다.

### 봉황대
거대한 기암괴석 수직 절벽인 봉황대는 일붕사 입구에 있으며 모양이 봉황의 머리를 닮았다 하여 붙여진 이름이다. 이 절벽은 지질학적으로 중생대 백악기에 형성된 경상 누층군 칠곡층에 해당한다. 신라와 백제의 접경지로 군사적 요충지였던 합천군으로 가는 길목이 의령군 궁류면의 봉황대였으며 신라군의 선봉장 김춘추의 아들 법민(후에 문무왕)이 봉황대에 진을 치고 백제의 동태를 살폈다고 한다.

## 창건 유래
일붕사가 소재한 봉황산은 신라시대 삼국을 통일에 기여한 태종무열왕 김춘추의 첫 요새지로서, 신라 최고의 군사 부대였던 봉황대의 이름을 따 봉황산이라 부르게 되었다. 727년 신라 성덕여왕 26년에 혜초 스님이 중국과 인도의 불교 성지를 순례하고 돌아오던 중 꿈에 기암괴석으로 둘러싸인 절벽에서 지장보살님이 환하게 웃으며 이곳에 호국영령들을 위로해 줄 불사를 하면 훗날 큰 보배가 될 것이라 듣게 된다. 스님은 귀국하는 길로 성덕여왕께 말씀드리고 전국의 명산을 찾아 헤매다가, 꿈에 본 기암절벽과 모습이 흡사한 이곳 봉황산에 사찰을 건립하여 당시 성덕여왕의 이름을 따 성덕사라고 하던 것이 현재 일붕사의 전신이라 전해진다.